# August Moritz von Donop
Graf August Moritz Abel Plato von Donop (* 5. Juli 1694 auf Schötmar; † 3. November 1762 in Rinteln) war Staatsminister in Hessen-Kassel sowie Oberkammerherr, Gesandter und Oberhofmeister. Ferner war er Generalleutnant und Inhaber des Infanterie-Regiments Nr. 4.

## Herkunft
Seine Eltern waren der niederländische Generalmajor Dieterich Ernst von Donop († 1719) und dessen Ehefrau Maria Philippine von Hamilton († 6. Januar 1743). Sein Bruder Simon Moritz Christian (1698–1769) wurde hessen-kasselischer Generallieutenant der Kavallerie und Gouverneur von Rinteln.

## Leben
Er kam als Page an den Hof nach Wolfenbüttel zum Herzog Anton Ulrich und wurde nach zwei Jahren Hofjunker. 1712 ging er nach Kopenhagen in königliche dänische Dienste und wurde dort Kammerjunker der Königin Charlotte Amalie. Nach dem Tod der Königin 1714 kam er als Königlich Dänischer Kammerjunker zum Prinzen Carl, außerdem wurde er Hauptmann und Kompaniechef in dessen Regiment. Als solcher machte er 1715 den Feldzug nach Pommern mit und wurde nach seiner Rückkehr zum Major der Garde ernannt.
Als 1719 sein Vater starb, kehrte er auf seine Güter nach Hessen-Kassel, außerdem wurde er Kammerjunker und Oberstleutnant der Armee. Im Jahr 1726 wurde er zum hessen-kasselischen Oberst befördert. Er fand dann Verwendung im diplomatischen Dienst. 1728 und 1729–1731 Hessischer Gesandter in Schweden, Generaladjutant des Königs Hessen-Kassel, dann Gesandter (besonders Landgraf Friedrichs I., dann König von Schweden) in Berlin. In Schweden wurde er später (1754) Ritter und Kommandeur des Königlich Schwedischen Seraphinen-Ordens.
Danach wurde er 1732 als Erzieher und Ausbilder des Landgrafen Friedrich II. von Hessen-Kassel nach Genf geschickt. 1735 kam er mit dem Grafen Friedrich II. zur Konfirmation nach Kassel zurück, ging dann wieder bis 1737 in Genf als dort Unruhen ausbrachen und er nach Kassel zurückkehrte. Außerdem wurde er 1733 zum Inhaber des Infanterie-Regiment Nr. 4 ernannt. Anschließend war er im Jahr 1740 Gesandter in London, um dort die Prinzessin Maria – die Braut des Kurprinzen – nach Hessen zu holen. Danach wurde er zum Generalmajor befördert. Anschließend wurde er an den kaiserlichen Hof nach München unter Karl VII. geschickt, wo er bis 1748 blieb. Der Kaiser erhob ihn 1743 auch in den Grafenstand, wovon Donop aber keinen Gebrauch machte.
Donop verhandelte 1742  einen Freundschafts- und Verteidigungspakt zwischen  Preußen und Schweden (Der schwedische König war auch Landgraf von Hessen). Und dann 1744 in Frankfurt das Frankfurter Vereinigungstraktat zwischen dem Kaiser, Preußen, Schweden, dem Kurfürsten aus der Pfalz. Bei seiner Rückkehr nach Kassel wurde er vom  Landgraf Wilhelms VIII. zum General-Lieutenant ernannt sowie zuletzt 1751 auch zum Geheimen Staatsminister und Präsident des Kriegskollegiums.
Bekannt wurde das am Beginn des Siebenjährigen Krieges er 1756 von den Franzosen 100.000 Taler angeboten bekam, falls die Hessen auf die französische Seite wechseln würden. Donop lehnte das Angebot ab und Hessen-Kassel kämpfte weiter mit den Preußen gegen die Franzosen. 1758 wurde er als Vertreter des Landgrafen an den preußischen Hof geschickt, 1759 kehrte er nach Kassel zurück und ging 1760 mit dem Hofstaat nach Braunschweig. Vom Landgrafen wurde er 1761 dann noch zum Oberkämmerer ernannt.
Er hat viel Geld verdient und konnte in Hessen einige Güter erwerben. Er war Herr auf Schötmar und kaufte  Brockschmidt von der Familie Wendt sowie Sylbach von der Familie Loßberg.
Nach seinem Tod in Rinteln wurde seine Leiche in das Erbbegräbnis nach Schötmar überführt.

## Familie
Donop heiratete 1723 in Berlin Amalie Angelika von Remy de Montigny († 27. Februar 1747), Witwe des Kammerjunkers Friedrich Wilhelm von Grote (1683–1720). Die Ehe blieb kinderlos. Sie spendete viel Geld an die hugenottische Gemeinde in Berlin.
Das Paar ließ sich scheiden. Anschließend heiratete Donop 1748 in Genf N.N. Turettin verwitwete Labattie, eine reiche Witwe. Auch diese Ehe blieb kinderlos.